# Осколково-запалювальний снаряд
Осколково-запалювальний снаряд — артилерійський снаряд основного призначення, при вибуху якого ціль уражається уламками корпусу і частково продуктами вибуху і ударною хвилею, а також для ураження займистих об'єктів, ураження живої сили й бойової техніки дією запальних речовин. Застосовується в наземній, зенітній, морській артилерії та авіаційному озброєнні для ураження відкритої та той, що знаходиться за легкими укриттями живої сили і військової техніки противника, у тому числі літальних апаратів.
Осколкова або запалювальна дія снаряда, залежно від властивостей цілі та характеру виконуваного завдання визначається типом і установкою детонатора.
Наприклад, осколково-запальний снаряд ОЗ та ОЗТ з ВР А-9-2 при влученні в дюралеву обшивку крила літака створює рваний отвір розміром на вході 75×90 мм, а на виході — 900×700 мм, запалює паливо і конструкцію літака. Дальність трасування — 1200 м.